# A Night at the Adonis
A Night at the Adonis (también conocida como Una noche en Adonis) es una película pornográfica gay, estrenada en 1978 y rodada desde 1977. Fue dirigida por Jack Deveau y protagonizado por Jack Wrangler, el famoso actor pornográfico de los setenta que también había hecho escenas bisexuales.

## Argumento
Donald es un hombre que recorre la ciudad y se dirige a una cantina teatral conocida como Times Square, y se da cuenta de que las obras de teatro era de hombres desnudos que practicaban sexo simultáneamente. Queda convencido de que ese lugar es lo que buscaba y mientras ve las obras teatrales, es perseguido por varios hombres que se encontraban en la cantina.

## Reparto
| Actor            | Personaje                                |
| ---------------- | ---------------------------------------- |
| Jack Wrangler    | Donald                                   |
| Roger            | Muchacho en la cantina                   |
| Chris Michaels   | Jake                                     |
| Big Bill Eld     | muchacho en la cantina                   |
| Mandingo         | muchacho en la obra teatral              |
| Marcos Woodward  | muchacho en la obra teatral              |
| Arnaldo Santana  | Ray                                      |
| Tommy Riscica    | Fred                                     |
| Jim Delegatti    | muchacho en la cantina                   |
| Ken Schneizez    | Ken Schneizez                            |
| Muffie Mayer     | Muffie Mayer                             |
| Geraldo          | muchacho en la cantina y la obra teatral |
| Eartha Hugee     | mujer en la entrada                      |
| Jayson MacBride  | Louis                                    |
| Koos Chapman     | muchacho en la cantina                   |
| Lee Foster       | muchacho en la obra teatral              |
| Keith Strickland | Keith Strickland                         |
| Paul Mutilar     | Paul Mutilar                             |
| Victor Williams  | hombre en la cantina                     |
| Todd Travers     | Todd Travers                             |
| Robert A. Glory  | muchacho en la cantina y obra teatral    |

## Ficha Técnica
|                    | Datos          |
| ------------------ | -------------- |
| País               | Estados Unidos |
| Dirección          | Jack Deveau    |
| Color              | Color          |
| Duración           | 83 minutos     |
| Lugar de filmación | Nueva York     |